# London 1986
London 1986 ist ein Livealbum der englischen Gruppe Talk Talk, das 1999 in Europa von Pond Life Records auf Compact Disc veröffentlicht wurde. Es wurde am 8. Mai 1986 gegen Ende ihrer Europatournee im Hammersmith Odeon in London aufgenommen, um ihr Studioalbum The Colour of Spring von 1986 zu promoten. Diese Show war die letzte der Band in Großbritannien und die Tournee der letzte Live-Auftritt der Band, obwohl sie 1988 und 1991 zwei weitere Studioalben veröffentlichten.
Das Album wurde 2013 von The Quietus, einem redaktionell unabhängigen, britischen Musik- und Popkulturmagazin, in die Liste der „40 beliebtesten Live-Alben“ der Autoren aufgenommen.

## Titelliste
| #  | Titel                   | Autor(en)                | Album/Jahr                | Länge |
| -- | ----------------------- | ------------------------ | ------------------------- | ----- |
| 1. | Tomorrow Started        | M.Hollis                 | 1984 It’s My Life         | 7:52  |
| 2. | Life’s What You Make It | M.Hollis/T.Friese-Greene | 1986 The Colour of Spring | 4:31  |
| 3. | Does Caroline Know?     | M. Hollis                | 1984 It’s My Life         | 7:36  |
| 4. | Living in Another World | M.Hollis/T.Friese-Greene | 1986 The Colour of Spring | 7:06  |
| 5. | Give It Up              | M.Hollis/T.Friese-Greene | 1986 The Colour of Spring | 5:55  |
| 6. | It’s My Life            | M.Hollis/T.Friese-Greene | 1984 It’s My Life         | 6:29  |
| 7. | Such a Shame            | M.Hollis                 | 1984 It’s My Life         | 9:02  |
| 8. | Renée                   | M.Hollis                 | 1984 It’s My Life         | 7:45  |

## Mitwirkende
Talk Talk
- Mark Hollis – Lead-Gesang
- Paul Webb – Bass, Hintergrundgesang
- Lee Harris – Drums

Zusätzliche Musiker
- David Rhodes – Gitarre, Hintergrundgesang
- Danny Cummings – Schlagzeug
- Phil Reis – Schlagzeug
- Ian Curnow – Keyboards
- Rupert Black – Piano
- Mark Feltham – Mundharmonika

Produktion
- Chris Beale – Live-Sound
- Tim Friese-Greene, Mick McKenna – Originalton
- Bill Leabody – Produktionsleiter
- Barry Mead – Tourmanager
- Adrian Wiseman, Glenn Saggers, Hoagie Davies – Crew
- Keith Aspden – Management
- Phill Brown – Abmischen
- Denis Blackham bei Country Masters – Mastering
- James Marsh – Illustration des Titelbildes
- Noel Oliver – Filmstills
- Cally at Antar – Grafikdesign